# Simon Thomas
Simon Thomas (Aberdâr, comtat de Rhondda Cynon Taf, 28 de desembre del 1963) és un polític gal·lès. Fou membre del Parlament pel Plaid Cymru, elegit a la circumscripció de Ceredigion entre els anys 2000 i 2005, després de sortir voluntàriament de Cynog Dafis.
Mantingué la representació a les eleccions de 2001 amb una majoria reduïda, i la perdé a les eleccions generals de 2005 a favor de Mark Williams, del grup dels liberaldemòcrates.
Simon Thomas viu a Aberystwyth, i el partit l'ha situat al quart lloc a les eleccions a l'Assemblea Nacional a Gal·les del Sud Central del 2007, sense cap possibilitat real de ser elegit.